# Safed Koh
Spin Ghar és una serralada muntanyosa de l'Afganistan que separa la vall de Kabul de la vall de Kurram i Afridi Tirah i forma la divisió natural entre Afganistan i Pakistan. El seu cim més alt, el Sikaram (4.755 msnm) es troba a l'oest; la serralada avança fins a les terres altes de Psein Dag i Toba i les seves ramificacions s'estenen cap a l'Indus i sota Attock. Al nord i est hi ha els dos formidables passos entre Kabul i Jalalabad (Nangarhar) i el pas del Khyber entre Jalalabad i Peshawar.